# Louisville Alumnites
I Louisville Alumnites furono una squadra professionistica di pallacanestro con sede a Louisville, nel Kentucky. Fondata nel 1950, giocò nella NPBL nella stagione 1950-51. L'impianto di gioco delle partite casalinghe era il Louisville Male High Gym.
La squadra fallì durante la stagione e venne classificata al terzo posto nella Eastern Division.

## Stagioni
| Stagione | Lega | Denominazione        | V  | P  | %    | Piazzamento | Play-off |
| -------- | ---- | -------------------- | -- | -- | ---- | ----------- | -------- |
| 1950-51  | NPBL | Louisville Alumnites | 18 | 17 | 51,4 | 3º          | -        |